# Malmö kommuns valkrets

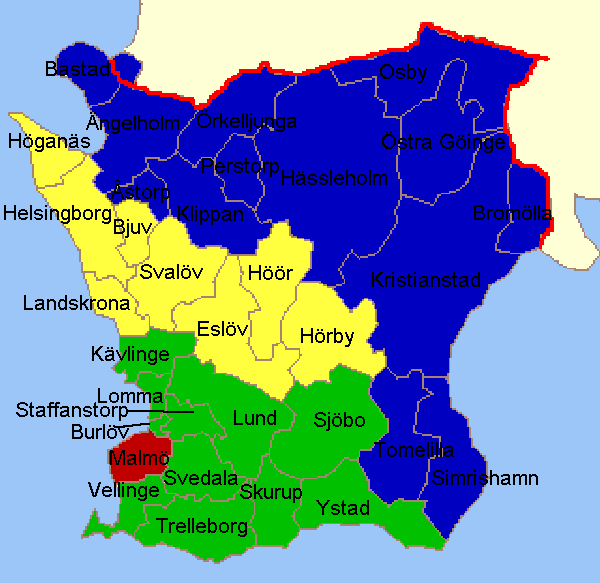
Skåne läns valkretsar vid val till Sveriges riksdag.

Malmö kommuns valkrets (under tvåkammarriksdagen kallad Malmö stads valkrets) var 1866–1921 och är sedan 1994 en av valkretsarna vid val till den svenska riksdagen.

## Mandatantal
I riksdagsvalet 2010 hade valkretsen nio fasta mandat och ett utjämningsmandat.
| 1994 | 1998 | 2002 | 2006 | 2010 | 2014 | 2018 |
| ---- | ---- | ---- | ---- | ---- | ---- | ---- |
| 8    | 9    | 9    | 9    | 9    | 10   | 10   |

## Riksdagsledamöter i enkammarriksdagen

### 1994/95–1997/98
- Sten Andersson, m
- Bertil Persson, m
  - Percy Liedholm, m (ersättare 20/10–16/12 1994)
- Margit Gennser, m
- Nils T. Svensson, s
- Birthe Sörestedt, s
- Kurt Ove Johansson, s
- Lars-Erik Lövdén, s
- Marie Granlund, s

### 1998/99–2001/02
- Maj-Britt Wallhorn, kd[2]
- Sten Andersson, m[2] (1998/99–30/10 2001, politisk vilde 31/10 2001–29/9 2002)
- Margit Gennser, m[2]
- Bertil Persson, m[2]
- Marie Granlund, s[2]
- Britt-Marie Lindkvist, s[2]
- Lars-Erik Lövdén, s[2] (statsråd 23/11 1998–2001/02)
- Göran Persson, s[2] (statsminister under mandatperioden)
  - Leif Jakobsson, s (ersättare för Göran Persson under mandatperioden)
- Sten Lundström, v[2]

### 2002/03–2005/06
- Allan Widman, fp[3]
- Tobias Billström, m[3]
- Carl-Axel Roslund, m[3]
- Marie Granlund, s[3]
- Leif Jakobsson, s[3]
- Britt-Marie Lindkvist, s[3]
- Lars-Erik Lövdén, s[3] (2002/03–31/10 2004; statsråd samma period)
  - Luciano Astudillo, s (ersättare för Lars-Erik Lövdén)
- Göran Persson, s[3] (statsminister under mandatperioden)
  - Hillevi Larsson, s (ersättare för Göran Persson)
- Sten Lundström, v[3]

### 2006/07–2009/10
- Allan Widman, fp[4]
- Tobias Billström, m[4] (statsråd)
  - Staffan Appelros, m (statsrådersättare)
- Inge Garstedt, m[4]
- Olof Lavesson, m[4]
- Karin Svensson Smith, mp[4]
- Luciano Astudillo, s[4]
- Marie Granlund, s[4]
- Leif Jakobsson, s[4]
- Hillevi Larsson, s[4]
- Marianne Berg, v[4]

### 2010/11–2013/14
- Allan Widman, FP[5]
- Tobias Billström, M[5] (statsråd under mandatperioden)
  - Kajsa Lunderquist, M (ersättare för Tobias Billström)
- Olof Lavesson, M[5]
- Patrick Reslow, M[5]
- Maria Ferm, MP[5]
- Marie Granlund, S[5]
- Leif Jakobsson, S[5]
- Hillevi Larsson, S[5]
- Josef Fransson, SD[5]
- Marianne Berg, V[5]

### 2014/15–2017/18
- Allan Widman, FP/L[6]
- Tobias Billström, M[6]
- Olof Lavesson, M[6]
- Patrick Reslow, M[6] 2014/15–16/5 2017, – från 17/5 2017
- Rasmus Ling, MP[6]
- Marie Granlund, S[6]
- Leif Jakobsson, S[6]
  - Jamal El-Haj, S (ersättare för Leif Jakobsson från 15/6 2016)
- Hillevi Larsson, S[6]
- Anders Forsberg, SD[6] (2014/15–1/6 2017)
  - Crister Spets, SD (ersättare för Anders Forsberg 3/3–18/3 2017)
    - Heidi Karlsson, SD (ersättare för Anders Forsberg 19/3–20/3 2017)
      - Crister Spets, SD (ersättare för Anders Forsberg 21/3–1/6 2017)
        - Heidi Karlsson, SD (från 2/6 2017)
- Jennie Åfeldt, SD[6]
- Daniel Sestrajcic, V[6] (2014/15–31/8 2017)
  - Momodou Jallow, V (från 31/8 2017)

### 2018/19–2021/22
- Niels Paarup-Petersen, C[7]
- Allan Widman, L[7]
- Tobias Billström, M[7]
- Noria Manouchi, M[7]
- Rasmus Ling, MP[7]
  - Johanna Öfverbeck, MP (ersättare för Rasmus Ling 4/5–31/12 2020)
- Jamal El-Haj, S[7]
- Hillevi Larsson, S[7]
  - Marie Granlund, S (ersättare för Hillevi Larsson 20/10 2021–14/8 2022)
- Joakim Sandell, S[7]
  - Mubarik Mohamed Abdirahman, S (ersättare för Joakim Sandell 19/4–22/5 2022)
- Per Ramhorn, SD[7]
- Sara Seppälä (från 2019 Gille), SD[7]
  - Stefan Plath, SD (ersättare för Sara Gille från 27/9 2021)
- Momodou Malcolm Jallow, V[7]

### 2022/23–2025/26
- Niels Paarup-Petersen, C[8]
- Louise Eklund, L[8]
- Noria Manouchi, M[8]
- Peter Ollén, M[8]
- Rasmus Ling, MP[8]
- Rose-Marie Carlsson, S[8]
- Jamal El-Haj, S[8]
- Joakim Sandell, S[8]
- Nima Gholam Ali Pour, SD[8]
- Patrick Reslow, SD[8]
- Malcolm Momodou Jallow, V[8]

## Första kammaren
I första kammaren var Malmö en egen valkrets från 1871 års urtima riksmöte. Valkretsen hade ett mandat fram till 1895 års riksdag, då antalet ökade till två, och vid lagtima riksmötet 1919 fick valkretsen ett tredje mandat. Från och med förstakammarvalet 1921 överfördes Malmö till Malmöhus läns valkrets. I september 1910 hölls för första gången val med den proportionella valmetoden.

### Riksdagsledamöter i första kammaren

#### Urtima riksmötet 1871–1911 (successivt förnyade mandat)
- Carl Gottreich Beijer (1871–1894)
  - Peter Krok (1895–1899)
    - Johan Dieden, mod 1905–1910  (1900–1910)
      - Fritz Hallberg, mod (1911)
- Robert Dickson, min (1895–1903)
  - Waldemar Ewerlöf, mod 1905–1910 (1904–1910)
    - Anders Antonsson, mod (1911)

#### 1912–1917
- Fritz Hallberg, n (1912–1916)
- Anders Antonsson, n
  - Nils Persson, s (1917)

#### 1918–lagtima riksmötet 1919
- Anders Antonsson, n
- Ivar Öhman, n (1919) (valkretsen tillfördes ett extra mandat 1919)
- Nils Persson, s

#### Urtima riksmötet 1919–1921
- Anders Antonsson, n
- Johan Nilsson, s
- Värner Rydén, s (1919–11/2 1920)
  - Måns Lundberg, s (1/3 1920–1921)

## Andra kammaren
I andra kammaren var Malmö en egen valkrets i andrakammarvalen 1866–1908. Antalet mandat var till en början två, men i valet 1875 fick valkretsen ett tredje mandat och i valet 1884 ett fjärde. I samband med införandet av proportionellt valsystem i andrakammarvalet 1911 reducerades antalet mandat till tre, men från och med det ordinarie valet 1914 ökade antalet åter till fyra. Från och med andrakammarvalet 1921 överfördes Malmö till den så kallade fyrstadskretsen.

### Riksdagsmän i andra kammaren

#### 1867–1869
- Carl Kock (1867)
  - August Falkman (1868–1869)
- Samuel von Troil, min

#### 1870–1872
- Gottschalk von Geijer
- Carl Kruse

#### 1873–1875
- Olof Ahlström
- Claes Eric Boman, c

#### 1876–1878
- Johan Peter Bager (1876)
  - Carl Herslow, c (1877–1878)
- Gottschalk von Geijer (1876–1877)
  - Theodor Flensburg (1878)
- Fredrik Holmqvist (1876)
  - Axel Adlercreutz, c (1877–1878)

#### 1879–1881
- Axel Adlercreutz, c (1879–1880)
  - Carl Andersson, lmp (1881)
- Theodor Flensburg
- Carl Herslow, c

#### 1882–1884
- Carl Andersson, lmp
- Gottfried Beijer
- Carl Herslow, c 1882, c-h  1883–1884

#### 1885–första riksmötet 1887
- Carl Andersson, lmp
- Olof Ahlström
- Johan Dieden, frih 1887
- Carl Herslow, c-h (1885–1886)
  - Robert Darin (1887)

#### Andra riksmötet 1887
- Olof Ahlström
- Carl Andersson, lmp
- Robert Darin
- Johan Dieden, frih

#### 1888–1890
- Olof Ahlström
- Carl Andersson, gamla lmp
- Johan Dieden, frih 1888, AK:s c 1889–1890
- Carl Herslow, AK:s c 1889–1890

#### 1891–1893
- Carl Andersson, gamla lmp
- Johan Dieden, AK:s c
- Carl Herslow, AK:s c
- Wilhelm Skytte, AK:s c 1891–1892, bmp 1893

#### 1894–1896
- Carl Andersson, gamla lmp 1894, fr c 1895–1896
- Robert Darin, fr c 1895–1896
- Johan Dieden, AK:s c 1894, nya c 1895–1896
- Wilhelm Skytte, bmp 1894, nya c 1895–1896

#### 1897–1899
- Carl Andersson
- Robert Darin, fr c 1897, vilde 1898–1899
- Cornelius Faxe, Friesenska
- Anders Thylander, folkp

#### 1900–1902
- Anders Antonsson, lib s
- Robert Darin, lib s
- Anders Thylander, lib s
- Cornelius Faxe, vilde

#### 1903–1905
- Robert Darin, lib s
- Anders Thylander, lib s
- Cornelius Faxe
- Nils Persson, s

#### 1906–1908
- Robert Darin, lib s (1906)
  - Värner Rydén, s (1907–1908)
- Anders Thylander, lib s 1906–1907, vänstervilde 1908
- August Nilsson, s
- Nils Persson, s

#### 1909–1911
- Anders Thylander, vänstervilde 1909, lib s 1910–1911
- August Nilsson, s
- Nils Persson, s
- Värner Rydén, s

#### 1912–första riksmötet 1914
- Harald Lemke, lmb
- Nils Persson, s
- Värner Rydén, s

#### Andra riksmötet 1914
- Harald Lemke, lmb
- Nils Persson, s
- Värner Rydén, s

#### 1915–1917
- Harald Lemke, lmb (1915)
  - Nils Winkler, lmb (1916–1917)
- Gunnar Löwegren, s
- Värner Rydén, s
- Nils Persson, s (1915–1916)
  - Carl Lovén, s (1917)

#### 1918–1920
- Nils Winkler, lmb
- Carl Lovén, s
- Johan Nilsson, s (1918–lagtima riksmötet 1919)
  - Anders Ericsson, s (5/8 1919–1920)
- Värner Rydén, s (1918–lagtima riksmötet 1919)
  - August Åkesson, s (urtima riksmötet 1919–1920)

#### 1921
- Nils Winkler, lmb
- Arthur Engberg, s
- Carl Lovén, s
- Värner Rydén, s

### Valresultat 1896-1908

#### 1896
| Andrakammarvalet i Sverige 1896: Malmö stads valkrets | Andrakammarvalet i Sverige 1896: Malmö stads valkrets | Andrakammarvalet i Sverige 1896: Malmö stads valkrets | Andrakammarvalet i Sverige 1896: Malmö stads valkrets | Andrakammarvalet i Sverige 1896: Malmö stads valkrets |
| Parti                                                 | Parti                                                 | Kandidat                                              | Röster                                                | %                                                     |
| ----------------------------------------------------- | ----------------------------------------------------- | ----------------------------------------------------- | ----------------------------------------------------- | ----------------------------------------------------- |
|                                                       | Frihandelsvänliga centern                             | Robert Darin                                          | 1 256                                                 | 79,9                                                  |
|                                                       | Fries. diskussionsklubben                             | Cornelius Faxe                                        | 1 216                                                 | 77,4                                                  |
|                                                       | Partilös                                              | Carl Andersson                                        | 999                                                   | 63,5                                                  |
|                                                       | Folkpartiet                                           | Anders Thylander                                      | 834                                                   | 53,1                                                  |
|                                                       | Högerfrihandlare                                      | Olof Ahlström                                         | 564                                                   | 35,9                                                  |
|                                                       | Annat                                                 | Anders Boson Bouvin                                   | 485                                                   | 30,9                                                  |
|                                                       | Socialdemokraterna                                    | Axel Danielsson                                       | 366                                                   | 23,3                                                  |
|                                                       | Annat                                                 | Nils Lundborg                                         | 307                                                   | 19,5                                                  |
|                                                       | Annat                                                 | Carl Magnus Frick                                     | 206                                                   | 13,1                                                  |
|                                                       | Annat                                                 | Övriga                                                | 55                                                    | 3,5                                                   |
| Valdeltagande                                         | Valdeltagande                                         | Valdeltagande                                         | 1 574                                                 | 46,2                                                  |

- 2 röster kasserades i valet. [11]

#### 1899
| Andrakammarvalet i Sverige 1899: Malmö stads valkrets | Andrakammarvalet i Sverige 1899: Malmö stads valkrets | Andrakammarvalet i Sverige 1899: Malmö stads valkrets | Andrakammarvalet i Sverige 1899: Malmö stads valkrets | Andrakammarvalet i Sverige 1899: Malmö stads valkrets |
| Parti                                                 | Parti                                                 | Kandidat                                              | Röster                                                | %                                                     |
| ----------------------------------------------------- | ----------------------------------------------------- | ----------------------------------------------------- | ----------------------------------------------------- | ----------------------------------------------------- |
|                                                       | Liberala samlingspartiet                              | Robert Darin                                          | 1 642                                                 | 99,2                                                  |
|                                                       | Liberala samlingspartiet                              | Anders Thylander                                      | 1 608                                                 | 97,1                                                  |
|                                                       | Partilös                                              | Cornelius Faxe                                        | 973                                                   | 58,8                                                  |
|                                                       | Liberala samlingspartiet                              | Anders Antonsson                                      | 798                                                   | 48,2                                                  |
|                                                       | Socialdemokraterna                                    | Nils Persson                                          | 707                                                   | 42,7                                                  |
|                                                       | Socialdemokraterna                                    | Sven Magnus Malmström                                 | 667                                                   | 40,3                                                  |
|                                                       | Partilös liberal                                      | Thor Axel Nikolaus Agri                               | 163                                                   | 9,8                                                   |
|                                                       | Annat                                                 | Övriga                                                | 66                                                    | 4,0                                                   |
| Valdeltagande                                         | Valdeltagande                                         | Valdeltagande                                         | 1 656                                                 | 40,0                                                  |

Valet ägde rum den 23 september 1899. Inga röster kasserades. 

#### 1902
| Andrakammarvalet i Sverige 1902: Malmö stads valkrets | Andrakammarvalet i Sverige 1902: Malmö stads valkrets | Andrakammarvalet i Sverige 1902: Malmö stads valkrets | Andrakammarvalet i Sverige 1902: Malmö stads valkrets | Andrakammarvalet i Sverige 1902: Malmö stads valkrets |
| Parti                                                 | Parti                                                 | Kandidat                                              | Röster                                                | %                                                     |
| ----------------------------------------------------- | ----------------------------------------------------- | ----------------------------------------------------- | ----------------------------------------------------- | ----------------------------------------------------- |
|                                                       | Liberala samlingspartiet                              | Robert Darin                                          | 4 351                                                 | 99,6                                                  |
|                                                       | Liberala samlingspartiet                              | Anders Thylander                                      | 2 588                                                 | 59,2                                                  |
|                                                       | Socialdemokraterna                                    | Nils Persson                                          | 2 581                                                 | 59,1                                                  |
|                                                       | Partilös                                              | Cornelius Faxe                                        | 2 207                                                 | 50,5                                                  |
|                                                       | Socialist                                             | August Nilsson                                        | 2 158                                                 | 49,4                                                  |
|                                                       | Högersinnad                                           | Anders Antonsson                                      | 1 784                                                 | 40,8                                                  |
|                                                       | Högersinnad                                           | Waldemar Ewerlöf                                      | 1 779                                                 | 40,7                                                  |
|                                                       | Annat                                                 | Övriga                                                | 32                                                    | 0,7                                                   |
| Valdeltagande                                         | Valdeltagande                                         | Valdeltagande                                         | 4 378                                                 | 69,6                                                  |

Valet ägde rum den 27 september 1902. 8 röster kasserades. 

#### 1905
| Andrakammarvalet i Sverige 1905: Malmö stads valkrets | Andrakammarvalet i Sverige 1905: Malmö stads valkrets | Andrakammarvalet i Sverige 1905: Malmö stads valkrets | Andrakammarvalet i Sverige 1905: Malmö stads valkrets | Andrakammarvalet i Sverige 1905: Malmö stads valkrets |
| Parti                                                 | Parti                                                 | Kandidat                                              | Röster                                                | %                                                     |
| ----------------------------------------------------- | ----------------------------------------------------- | ----------------------------------------------------- | ----------------------------------------------------- | ----------------------------------------------------- |
|                                                       | Liberala samlingspartiet                              | Robert Darin                                          | 3 789                                                 | 67,8                                                  |
|                                                       | Socialdemokraterna                                    | Nils Persson                                          | 3 780                                                 | 67,6                                                  |
|                                                       | Liberala samlingspartiet                              | Anders Thylander                                      | 3 722                                                 | 66,6                                                  |
|                                                       | Socialdemokraterna                                    | August Nilsson                                        | 3 406                                                 | 61,0                                                  |
|                                                       | Högersinnad                                           | Cornelius Faxe                                        | 2 119                                                 | 37,9                                                  |
|                                                       | Högersinnad                                           | Rudolf Fredrik Berg                                   | 1 915                                                 | 34,3                                                  |
|                                                       | Högersinnad                                           | Lars Adler                                            | 1 827                                                 | 32,7                                                  |
|                                                       | Högersinnad                                           | Anders Antonsson                                      | 1 780                                                 | 31,9                                                  |
|                                                       | Annat                                                 | Övriga                                                | 734                                                   | 13,1                                                  |
| Valdeltagande                                         | Valdeltagande                                         | Valdeltagande                                         | 5 590                                                 | 70,3                                                  |

Valet ägde rum den 30 september 1905. 2 röster kasserades. 

#### 1906
| Fyllnadsval i Sverige 1906: Malmö stads valkrets | Fyllnadsval i Sverige 1906: Malmö stads valkrets | Fyllnadsval i Sverige 1906: Malmö stads valkrets | Fyllnadsval i Sverige 1906: Malmö stads valkrets | Fyllnadsval i Sverige 1906: Malmö stads valkrets |
| Parti                                            | Parti                                            | Kandidat                                         | Röster                                           | %                                                |
| ------------------------------------------------ | ------------------------------------------------ | ------------------------------------------------ | ------------------------------------------------ | ------------------------------------------------ |
|                                                  | Socialdemokraterna                               | Värner Rydén                                     | 3 018                                            | 54,1                                             |
|                                                  | Partilös konservativ                             | Rudolf Fredrik Berg                              | 2 563                                            | 45,9                                             |
| Valdeltagande                                    | Valdeltagande                                    | Valdeltagande                                    | 5 581                                            | 55,2                                             |

Valet ägde rum den 29 december 1906 för att fylla en vakans orsakad av den förutvarande riksdagsmannen Robert Darins avgång. 
Inga röster kasserades.

#### 1908
| Andrakammarvalet i Sverige 1908: Malmö stads valkrets | Andrakammarvalet i Sverige 1908: Malmö stads valkrets | Andrakammarvalet i Sverige 1908: Malmö stads valkrets | Andrakammarvalet i Sverige 1908: Malmö stads valkrets | Andrakammarvalet i Sverige 1908: Malmö stads valkrets |
| Parti                                                 | Parti                                                 | Kandidat                                              | Röster                                                | %                                                     |
| ----------------------------------------------------- | ----------------------------------------------------- | ----------------------------------------------------- | ----------------------------------------------------- | ----------------------------------------------------- |
|                                                       | Socialdemokraterna                                    | Nils Persson                                          | 4 526                                                 | 59,9                                                  |
|                                                       | Vänstervilde                                          | Anders Thylander                                      | 4 525                                                 | 59,9                                                  |
|                                                       | Socialdemokraterna                                    | Värner Rydén                                          | 3 954                                                 | 52,4                                                  |
|                                                       | Socialdemokraterna                                    | August Nilsson                                        | 3 947                                                 | 52,3                                                  |
|                                                       | Partilös liberal                                      | Sam. Stadener                                         | 3 610                                                 | 47,8                                                  |
|                                                       | Partilös konservativ                                  | Harald Lemke                                          | 3 587                                                 | 47,5                                                  |
|                                                       | Partilös konservativ                                  | Nils Winkler                                          | 3 031                                                 | 40,1                                                  |
|                                                       | Partilös högersinnad                                  | Olof Wahlgren                                         | 3 016                                                 | 39,9                                                  |
|                                                       | Annat                                                 | Övriga                                                | 12                                                    | 0,2                                                   |
| Valdeltagande                                         | Valdeltagande                                         | Valdeltagande                                         | 7 558                                                 | 86,0                                                  |

Valet ägde rum den 12 september 1908. 6 röster kasserades.